# IAI Harpy

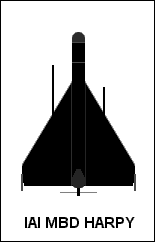
IAI Harpy.

Harpy (з англ. — «Гарпія») — безпілотний літальний апарат (БПЛА), призначений для боротьби з радіолокаційними станціями (РЛС).
БПЛА розроблений ізраїльською компанією «Ізраїльська авіаційна промисловість» (Israel Aerospace Industries (IAI)) наприкінці вісімдесятих років. Одна «Гарпія» коштує близько 70 000 доларів США.

## Опис
БПЛА " Гарпія " являє собою літак-снаряд, що самонаводиться, барражуючий боєприпас. Здійснює автономний виліт за параметрами заданої програми, вийшовши в оперативний простір, починає патрулюваня. Після виявлення сигналів РЛС він визначає місце цілі, пікірує на неї і вражає осколково-фугасною бойовою частиною. Запускається дрон з мобільної пускової установки контейнерного типу за допомогою твердопаливних стартових прискорювачів. Може також запускатись з кораблів. Перший політ відбувся в 1989.

## ЛТХ
Льотно-технічна характеристика (ЛТХ):
- Схема "літаюче крило "
- Розмах крила, метрів — 2,00
- Довжина, метрів — 2,30
- Висота, метрів — 0,36
- маса, кг
  - корисного навантаження — 70
  - максимальна злітна — 125
- Тип двигуна: роторно-поршневий двигун Ванкеля
- Максимальна швидкість, км/год — 250
- Дальність дії, км — 400
- Тривалість польоту, три години
- Практична стеля — 3 000 метрів